# Radosław Nowakowski (oficer marynarki)
Radosław Nowakowski (ur. 16 lutego?/29 lutego 1904 w Humaniu, zm. 14 lipca 1965 w Warszawie) – polski wojskowy, oficer Marynarki Wojennej, uczestnik obrony Wybrzeża we wrześniu 1939 roku, więzień oflagów, w latach powojennych między innymi szef Sztabu Głównego Marynarki Wojennej. W cywilu oficer floty handlowej. Kawaler Orderu Virtuti Militari.

## Życiorys
Radosław Nowakowski ukończył w 1927 roku Oficerską Szkołę Marynarki Wojennej. Promowany do stopnia podporucznika marynarki, w latach 1927–1928 pełnił funkcję oficera wachtowego Dywizjonu Torpedowców. W 1929 roku awansował do stopnia porucznika marynarki. W latach 1930–1931 dowodził statkiem uzbrojonym „Generał Szeptycki” w składzie Flotylli Pińskiej, 1931–1933 pełnił funkcję oficera personalnego Sztabu Dowództwa Floty. Po odbyciu stażu na statkach marynarki handlowej i awansie do stopnia kapitana, od 1 grudnia 1936 do maja następnego roku dowodził kanonierką „Generał Haller”.
We wrześniu 1938 roku został zastępcą dowódcy niszczyciela „Wicher”. Na jego pokładzie rozpoczął działania wojny obronnej 1939 roku. Po zatopieniu okrętu 3 września, wszedł w skład lądowej obrony Helu. Za udział w kampanii wrześniowej został odznaczony Krzyżem Srebrnym Orderu Virtuti Militari. Po kapitulacji Helu 2 października znalazł się w niewoli niemieckiej. Był więziony w oflagach X B Nienburg, XVIII C Spittal i II C Woldenberg. Po uwolnieniu w styczniu 1945 roku powrócił do Polski.
Przywrócony do służby w Marynarce Wojennej w lipcu 1945 roku i zweryfikowany w stopniu komandora podporucznika, od listopada tegoż roku pełnił funkcję szefa Sztabu Głównego Marynarki. W 1946 roku awansował do stopnia komandora porucznika. Wiosną 1947 roku został zwolniony ze służby. W cywilu, jako kapitan żeglugi wielkiej, był oficerem na statkach GAL-u, następnie Polskich Linii Oceanicznych. W latach 1954–1956 był pracownikiem Gdańskiej Stoczni Remontowej, później dowodził holownikiem Polskiego Ratownictwa Okrętowego „Światowid”. Od 1960 roku był oficerem Polskiej Żeglugi Morskiej.
Zmarł nagle 14 lipca 1965 roku w Warszawie, został pochowany na cmentarzu Powązkowskim (kwatera 235-3-9).